# Edifício Louveira
O Louveira é um edifício residencial multifamiliar localizado na esquina da rua Piauí, n. 1081, com a Praça Vilaboim, n. 144, em Higienópolis, bairro nobre e central da cidade de São Paulo. Foi projetado em 1946 pelo arquiteto João Batista Vilanova Artigas em parceria com Carlos Cascaldi e é considerado um importante representante da arquitetura moderna na cidade. A obra caracteriza-se pela composição de duas lâminas paralelas intermediadas por um pátio interno ajardinado. A implantação propiciou a integração visual do espaço público e privado, assimilando a Praça Vilaboim, que está em frente, ao interior do edifício. Tombado pelo Condephaat, o edifício é cuidadosamente preservado pelos moradores. Muitos são moradores desde a inauguração.

## Endereço
Localizado na esquina da rua Piauí, n. 1081, com a Praça Vilaboim, n. 144, no bairro de Higienópolis, na cidade de São Paulo.

## História

### Contexto do bairro
Na virada do século XIX para o XX, o bairro de Higienópolis concentrava parte considerável dos palacetes da elite da cidade. Em meados dos anos 1950, verifica-se um processo de demolição do antigo tecido urbano e de sua substituição por prédios de alto padrão, em fenômeno no qual se insere a construção do Louveira. O edifício, assim como seus pares, serviu de influência para a arquitetura residencial vertical em outras partes da cidade.

### Construção do edifício
O Edifício Louveira foi encomendado, em 1946, pelos irmãos Alfredo, Lia e Esther Mesquita, herdeiros do jornal O Estado de S. Paulo. O terreno onde foi construído pertencia a uma de suas irmãs, Maria Mesquita Motta e Silva. Alfredo Mesquita foi o responsável pela contratação do escritório do arquiteto Vilanova Artigas. O nome que intitula o prédio é uma referência a cidade de Louveira, no interior de São Paulo, local onde a família possuía fazendas cafeeiras. Na época, era comum que famílias tradicionais investissem em empreendimentos imobiliários como uma forma de ampliar e diversificar os negócios, que geralmente, se tratavam de fazendas de café ou indústrias.
O projeto do edifício foi iniciado em 1946. O primeiro projeto concluído não condiz com a obra construída pois algumas características, como as janelas empregadas nas empenas cegas, constavam no desenho. Tal projeto foi utilizado apenas para aprovação na prefeitura pois de acordo com a legislação da época, todas as fachadas deveriam receber tratamento estético.
O segundo projeto é de 1948 e representa em sua totalidade o prédio construído. No mesmo ano, iniciou-se a construção do prédio. Embora não se tenha registro da data exata de finalização da construção, de acordo com cronograma da obra, a conclusão vai até agosto de 1950, ano do pedido do habite-se. Desse modo, é possível afirmar que a data de início e fim do Louveira são 1946 e 1950, respectivamente. Publicado pela Folha da Manhã, o primeiro anúncio de vendas é do dia sete de fevereiro de 1954.

## Características arquitetônicas
O Edifício Louveira é considerado um dos mais importantes ícones da arquitetura modernista da cidade de São Paulo. O projeto do Louveira foi concebido na segunda fase do arquiteto Vilanova Artigas que, após abandonar a influência de Frank Lloyd Wright, passou a incorporar elementos do racionalismo de Le Corbusier. Artigas, além de inovar ao aplicar o conceito de arquitetura racionalista, também absorveu elementos da arquitetura moderna que estão empregados neste projeto como, por exemplo, a estrutura independente em concreto, o uso de pilotis e rampas. O Edifício Louveira é composto por dois prismas retangulares horizontais quase idênticos que alinham-se por suas faces mais extensas com um afastamento de vinte metros entre eles, o qual dá lugar a um jardim, o térreo e mais sete andares cada um. As duas torres comportam juntas 31 apartamentos com área total de 160 m², sendo que um apartamento é destinado ao zelador. Este, ao contrário dos outros com três quartos, possui apenas dois.
As frentes principais de cada um dos blocos, voltadas para nordeste, glorificam a horizontalidade dos pavimentos e sua modulação de esquadrias. Cada um dos pavimentos são compostos por dez módulos quadrados em sequência de três metros de lado cada destacados pela espessura das alvenarias divisórias internas. Os quatro módulos centrais são preenchidos inteiramente em vidro transparente, ao mesmo tempo que os três módulos localizados em cada extremidade são completados por painéis vermelhos nas faixas superiores e inferiores e por venezianas amarelas nas outras duas faixas centrais.
Cada módulo da fachada é constituído por dois módulos idênticos de caixilhos que surgem a partir de um eixo de simetria vertical. Cada um deles é integrado por dois módulos quadrados, cujo lado é a metade do módulo da fachada, que aparecem a partir de um eixo de simetria horizontal. Todo esses módulos quadrados são divididos no eixo horizontal formando dois retângulos idênticos, dos quais o identificado na extremidade (inferior ou superior) é ainda separado no eixo vertical criando dois novos quadrados de tamanho menor, cujo lado é a metade do lado do módulo quadrado anterior e a quarta parte do módulo da fachada. Contudo, cada um dos dois módulos de caixilhos, que representam o módulo compositivo das fachadas, são compostos por dois quadrados em cada extremidade superior e inferior e dois retângulos na porção central.
As duas faixas retangulares no centro são completadas com vidro em todos os módulos da fachada do edifício. O sistema de abertura funciona através de um sistema de contrapesos, ambos os painéis retangulares deslizam simultaneamente para cima e para baixo, que resultam em uma abertura horizontal central simétrica. Nos outros três módulos das extremidades das fachadas em destaque, esses painéis retangulares são protegidos por fora por dois retângulos novos opacos, agora compostos por três venezianas pintadas em amarelo. As fachadas principais dos dois blocos aparentam em seu total um desenho homogêneo; a sua heterogeneidade é produzida apenas pelos materiais de fechamento.

As fachadas localizadas nos fundos, voltadas para o sudoeste, dispõem de um elemento no centro marcante e diferente em relação aos materiais e a ordem das fachadas principais: os parapeitos de alvenaria que resguardam o corredor de serviços. Seu desenho é composto por duas linhas oblíquas simétricas que resultam do ângulo de inclinação dos dois lances de escadaria opostas feitas pela diferença de oitenta centímetros entre o nível dos elevadores de serviço, mais abaixo, e o nível do apartamento.

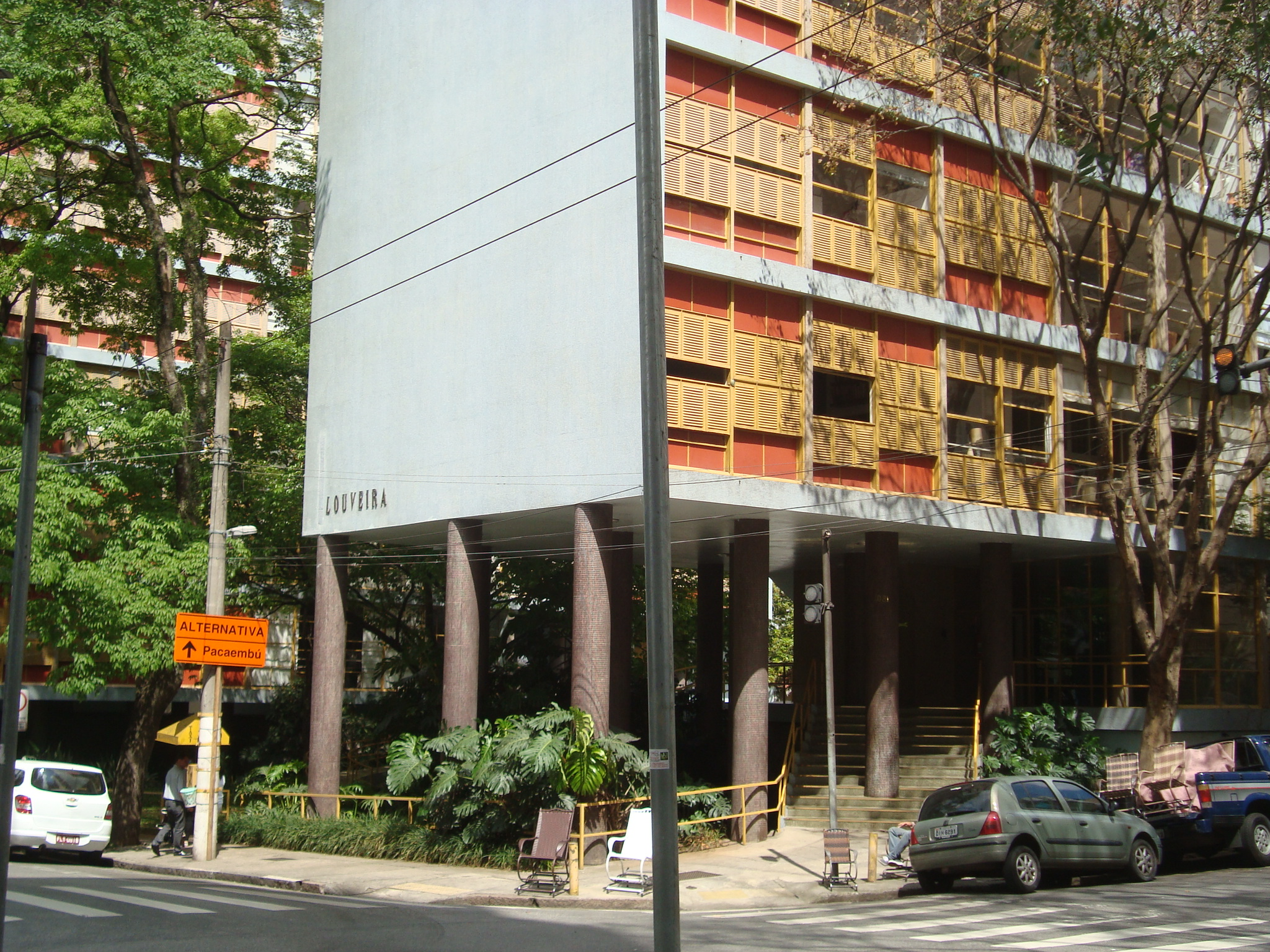
Vista da entrada do bloco A

A construção foi implantada em um terreno de 5400.0 m², localizado na esquina da rua Piauí, n. 1081, com a Praça Vilaboim, n. 144, no bairro de Higienópolis. As torres, presentes nas laterais do terreno, são separadas a uma distância de 20 metros, divergindo da construção tradicional de bloco em “L”, solução em que as principais fachadas ficavam voltadas para a rua. Isto é, ao invés de implantá-las com as fachadas principais voltadas para a praça, como seria o esperado, Artigas preferiu que as laterais de empenas cegas se voltassem para a Praça Vilaboim. Tal implantação só foi possível por se tratar do bairro de Higienópolis, que diferentemente do Centro, não contava com legislação que obrigava que toda a perímetro do lote lindeiro a rua fosse ocupado.
A distância entre as torres também foi fruto da legislação. Na época, o Código de Obras de São Paulo estabelecia que os prédios tivessem maior insolação possível. Por conta disso, Artigas afastou ao máximo os dois blocos.

### Rampa e jardim

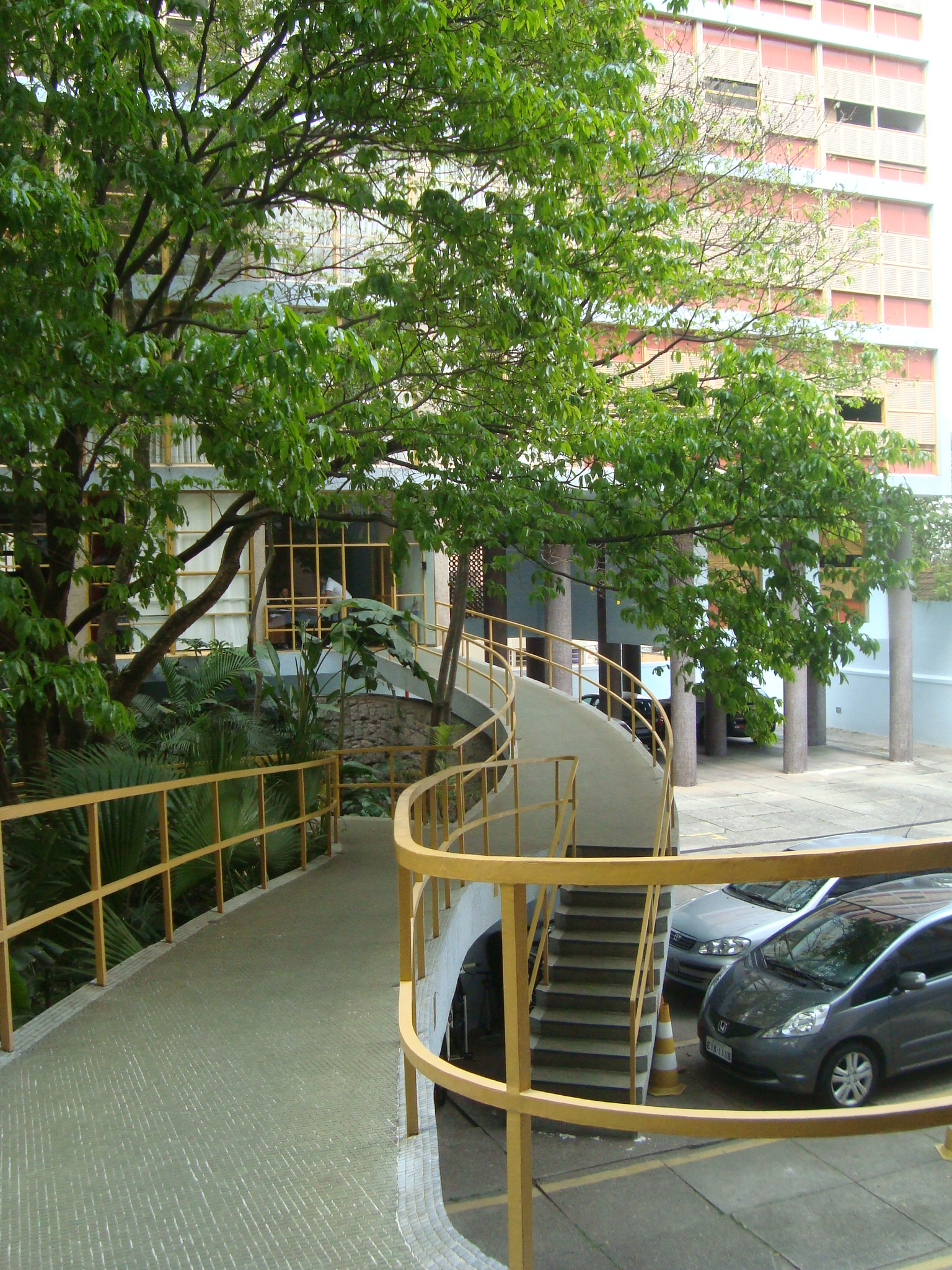
Rampa que liga o bloco A ao bloco B. Do lado esquerdo encontra-se o jardim e do direito, o estacionamento.

Antes mesmo do debate sobre acessibilidade surgir, as rampas já eram frequentes na obra do arquiteto Vilanova Artigas. A rampa foi utilizada por Artigas pela primeira vez no projeto de 1945 do Hospital São Lucas, localizado em Curitiba. Após um ano, o arquiteto voltou a explorar a rampa, dessa vez no Edifício Louveira. A rampa presente no prédio é utilizada como elemento estético e estruturador do espaço. Sinuosa e suave, a rampa conecta os dois blocos da construção e separa os dois pátios do edifício: o jardim e a garagem, promovendo a divisão entre o público e o privado. Entre os dois blocos,encontra-se o jardim, cuja principal função é dar continuidade à praça do outro lado da rua, criando um espaço semi-público. Neste sentido, Artigas explorou o diálogo entre casa e cidade, rompendo com as formas tradicionais de separação entre ambos.

### Empenas cegas

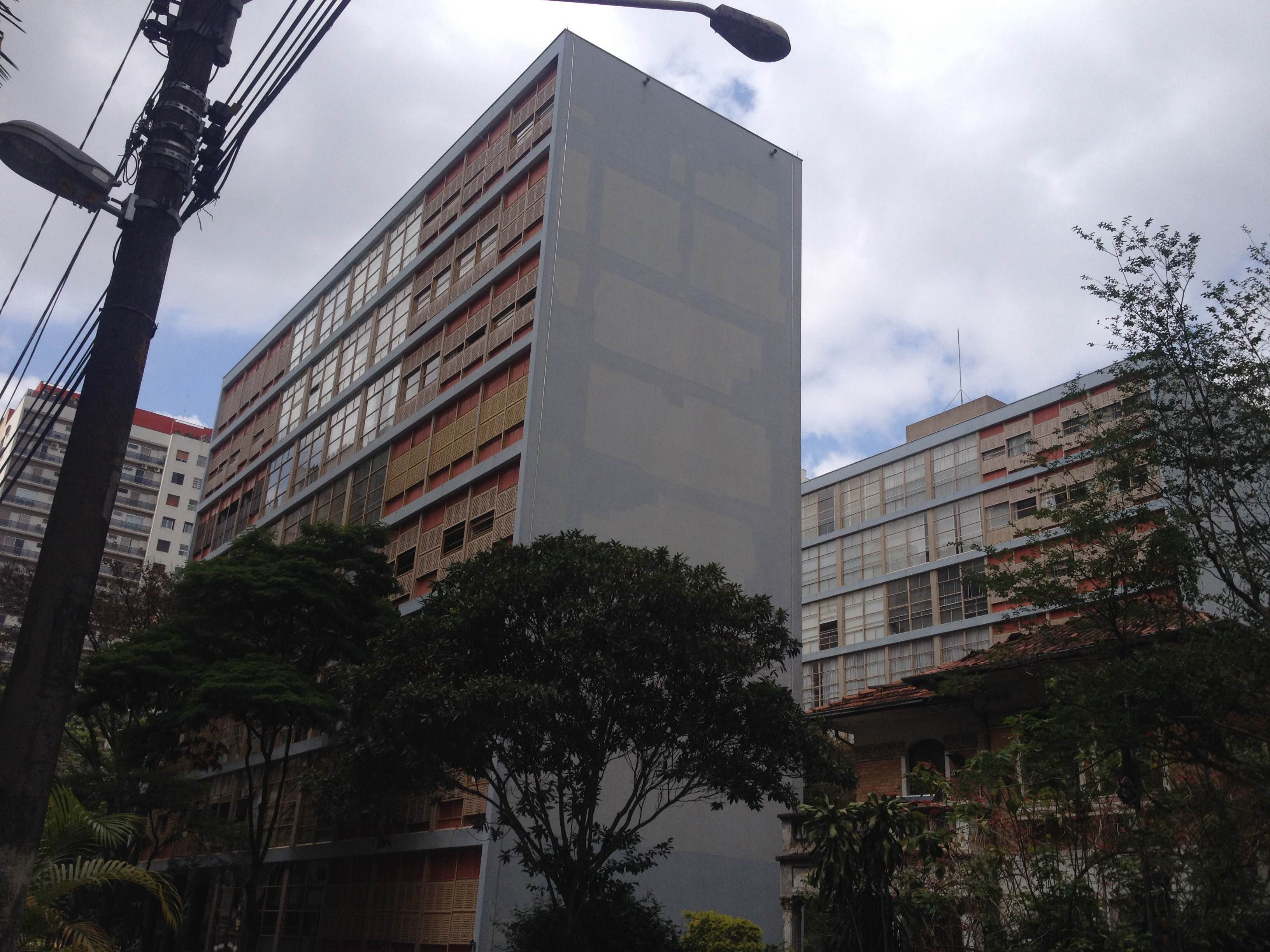
Empena cega na lateral do bloco A

Empenas cegas é o termo que designa a face externa que não possuem abertura para iluminação, insolação ou ventilação de uma construção. O Edifício Louveira apresenta duas empenas deste tipo nas laterais de cada um dos dois blocos. Além de cegas, as empenas do Louveira medem nove metros de largura. Voltadas para o lado mais nobre do terreno — o da Praça Vilaboim —, as laterais com empenas cegas se comportam como as fachadas principais dos dois blocos. Tal composição causou polêmica antes mesmo da construção do prédio. A legislação da época exigia tratamento estético em toda a fachada e as empenas cegas deveriam ser evitadas. Para contornar a situação, o arquiteto Vilanova Artigas apresentou para aprovação na prefeitura um projeto com janelas em todas as fachadas que não foram incluídas na obra posteriormente. Na ponta da lateral do bloco A, a palavra “Louveira”, nome da edificação, se destaca.

### Janelas

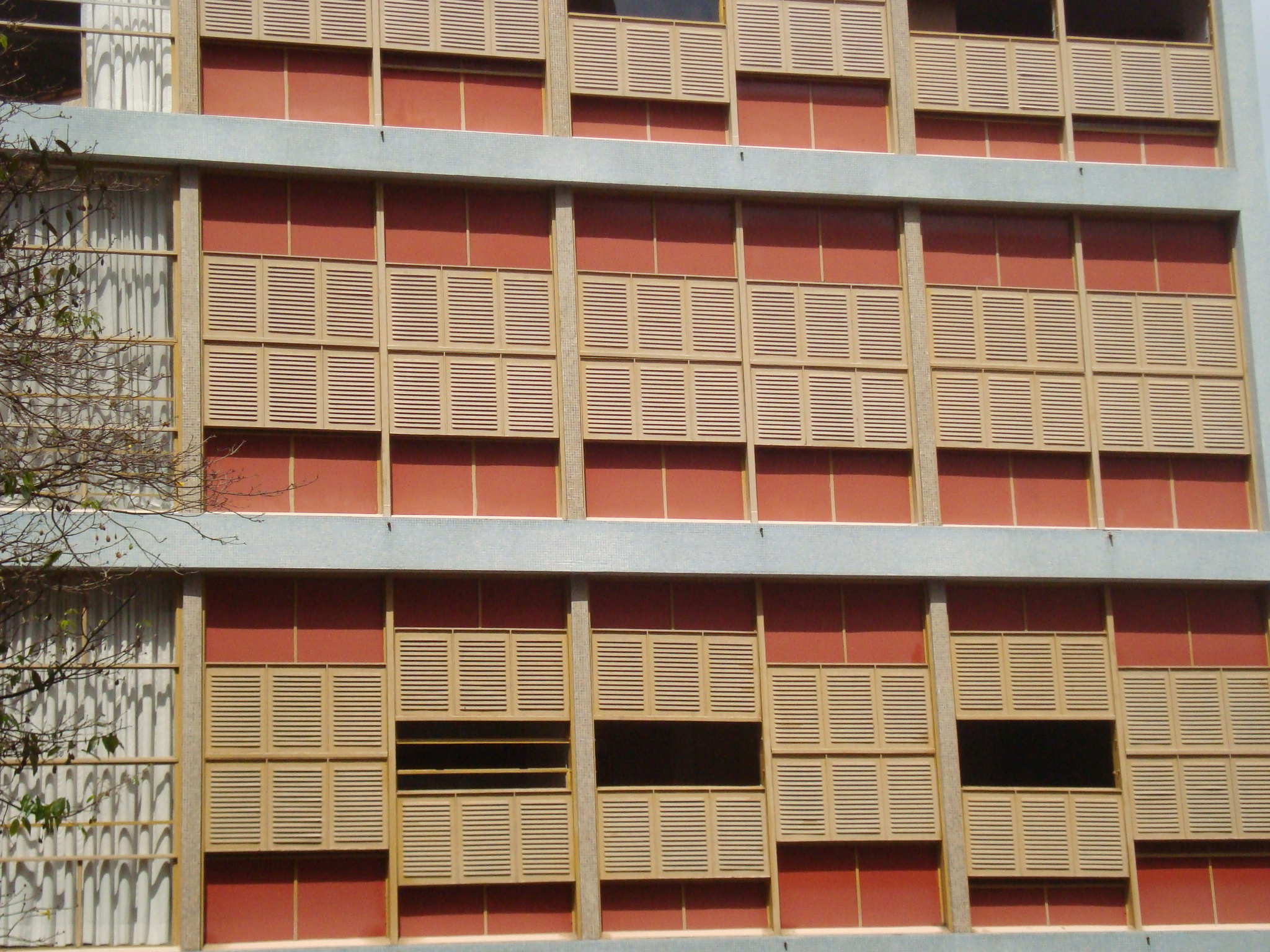
Janelas dos dormitórios do Edifício Louveira.

As janelas compreendem um dos pontos mais marcantes do Edifício Louveira. Composta por caixilhos amarelos e vermelhos, a fachada se tornou um marco paulistano. Numa época em que a paleta de cores dos edifícios era acinzentada, Artigas ousou em aplicar tais cores, influenciado pelos escultores e pintores do Grupo Santa Helena. As janelas das faces nordeste dos dois blocos protegem os ambientes íntimos e sociais. Ao centro, estão as salas e os terraços cobertos por janelas do tipo guilhotina e vidros translúcidos que vão do teto ao chão. Nas laterais, os dormitórios são protegidos por janelas venezianas com o mesmo sistema de abertura das janelas da sala.

### Planta e fachada

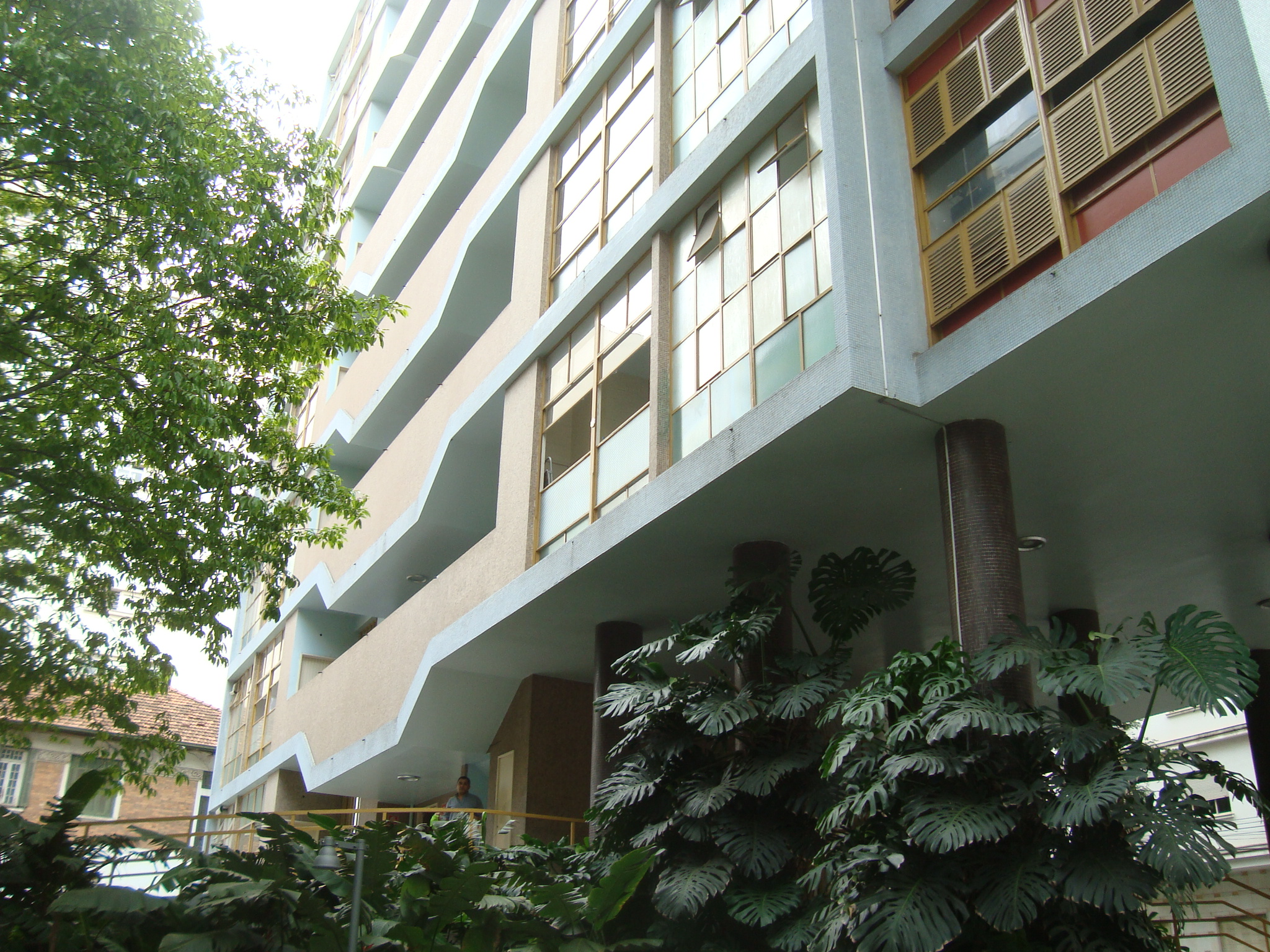
Fachadas do sudeste do bloco A. Elas recobrem as dependências de serviço.

Cada andar comporta dois amplos apartamentos compostos por três quartos, sala com dois ambientes, cozinha, um banheiro e área de serviço. Apesar do projeto moderno proposto por Vilanova Artigas, o desenho da planta dos apartamentos do Edifício Louveira seguiu a divisão espacial burguesa, com espaços nitidamente divididos entre as áreas de serviço, convívio social e íntimas. Com os cômodos distribuídos dessa maneira, a composição das fachadas recebeu tratamentos diferentes. As faces voltadas para o sudeste compreendem as dependências de serviço, e embora completamente diferentes das faces do nordeste, ambas se harmonizam. Já as fachadas voltadas para o nordeste são divididas em três partes: uma ao centro, composta por um pano de vidro que compreende a sala e o terraço, ladeada por duas faixas compostas pelas janelas dos quartos. A obrigatória interligação entre os elevadores social e de serviço se dá através de cinco degraus abaixo do nível de cada pavimento. Artigas utilizou-se desse recurso para otimizar a área útil do edifício. Esta engenhosa solução produz nas fachadas do sudeste uma quebra na continuidade do desenho.

### Painel
No hall de entrada do bloco A do Edifício Louveira encontra-se um painel de aproximadamente 2,5 metros de altura por 3,4 metros de largura. Pintado por Francisco Rebolo, membro do Grupo Santa Helena, o mural retrata uma paisagem campestre que pode ter sido inspirada nas fazendas de café que a família Mesquita possuía na cidade de Louveira ou mesmo nas regiões próximas ao bairro de Higienópolis da época.

## Significado histórico e cultural
O Edifício Louveira foi tombado na esfera estadual pelo Conselho de Defesa do Patrimônio Histórico, Arqueológico e Turístico (Condephaat) em 18 de dezembro de 1992.
O pedido que deu início ao processo foi realizado em março de 1985, tendo como solicitante o conselheiro Geraldo Giovanni. No processo, em abril de 1991, o então presidente do Condephaat, Edgard de Assis Carvalho, afirmou que o Edifício Louveira “já se transformou em exemplo paradigmático de um prédio que soube captar a elegância do estilo, a modernidade das formas e a harmonia com o espaço urbano”.  

## Aluguel nos anos 90
Sendo um dos edifícios mais famosos da região de Higienópolis, o edifício Louveira era sinônimo de luxo na época. Um apartamento custava aproximadamente R$ 200 mil e o seu aluguel era em torno de R$ 1200. Nesse período, esse preço era considerado alto para um apartamento de 140m2, porém, era justificado por estar localizado em uma das áreas mais nobres do centro de São Paulo.

## Estado atual
O prédio encontra-se atualmente em bom estado de conservação.

### Galeria

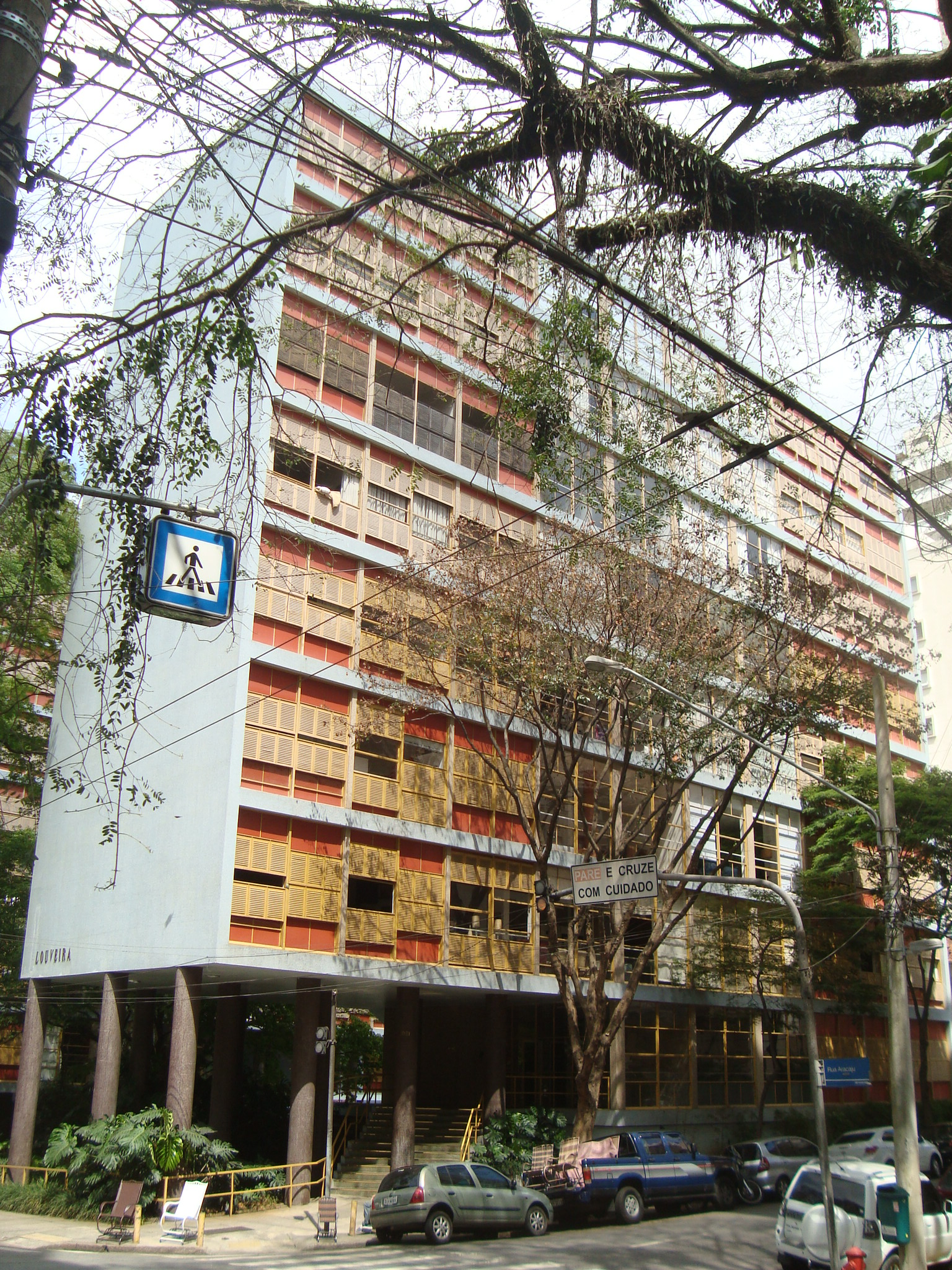
Fachada do bloco A
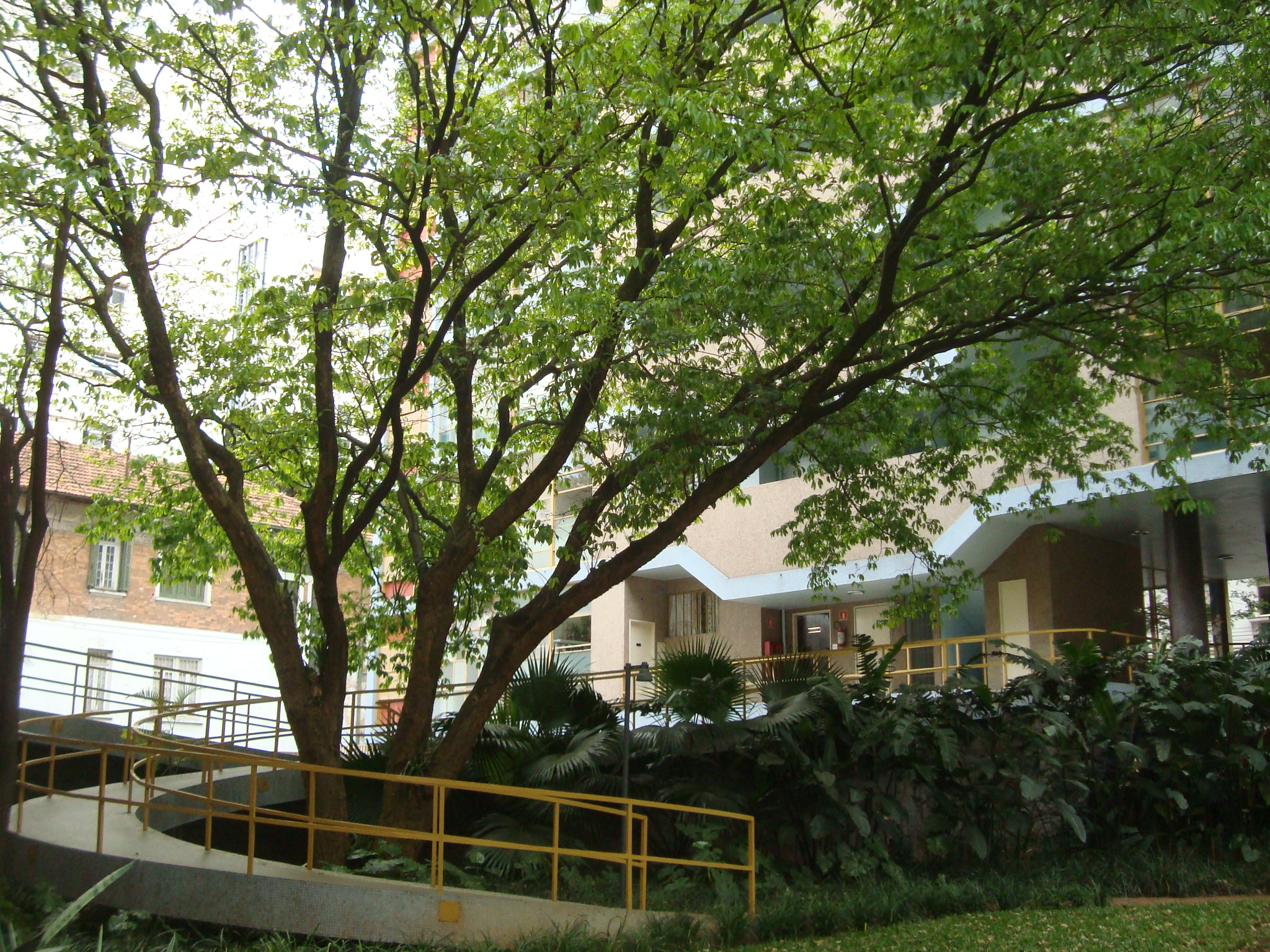
Pátio ajardinado entre os blocos A e B
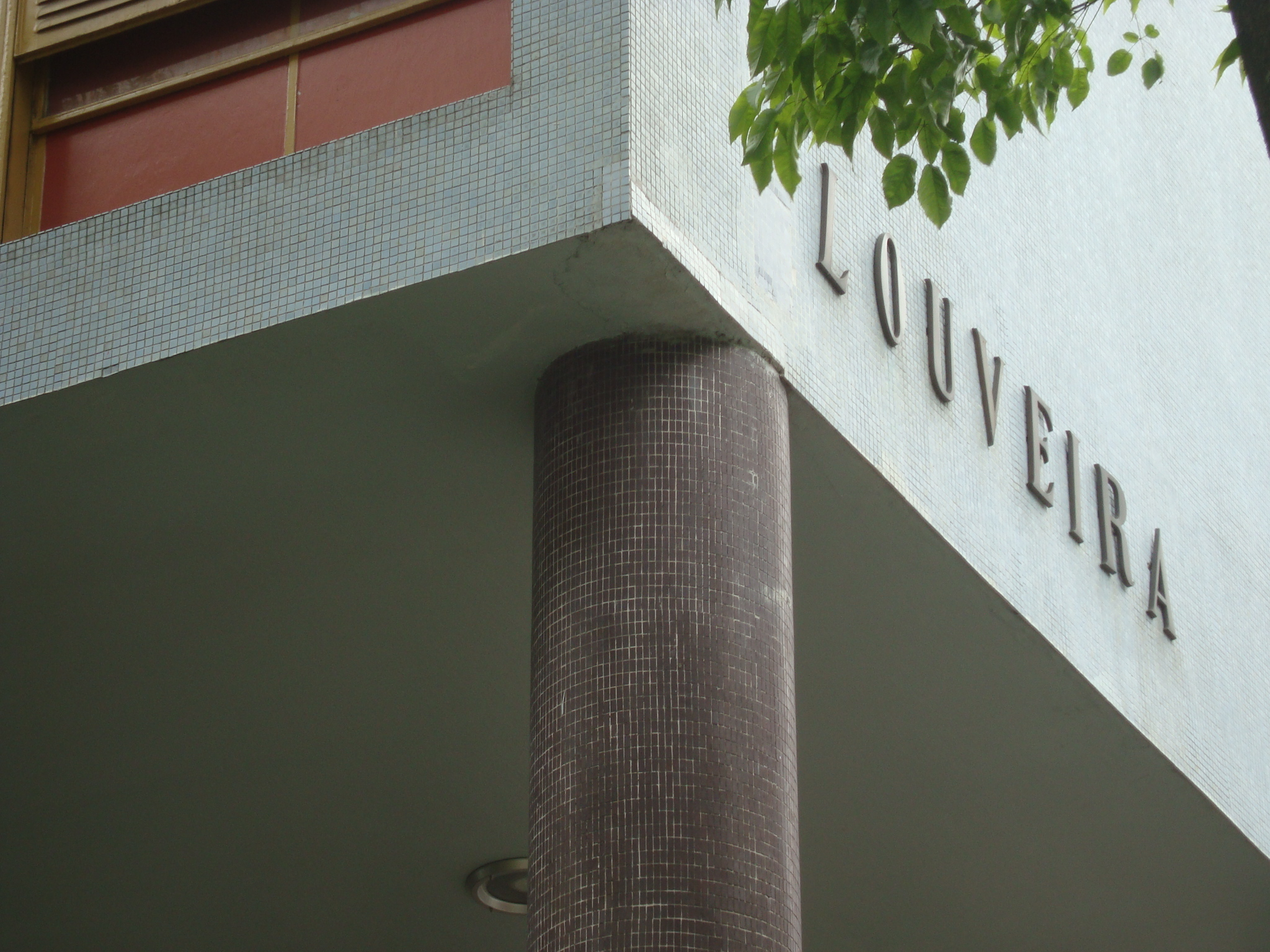
Letreiro do nome do Edifício na lateral do bloco A
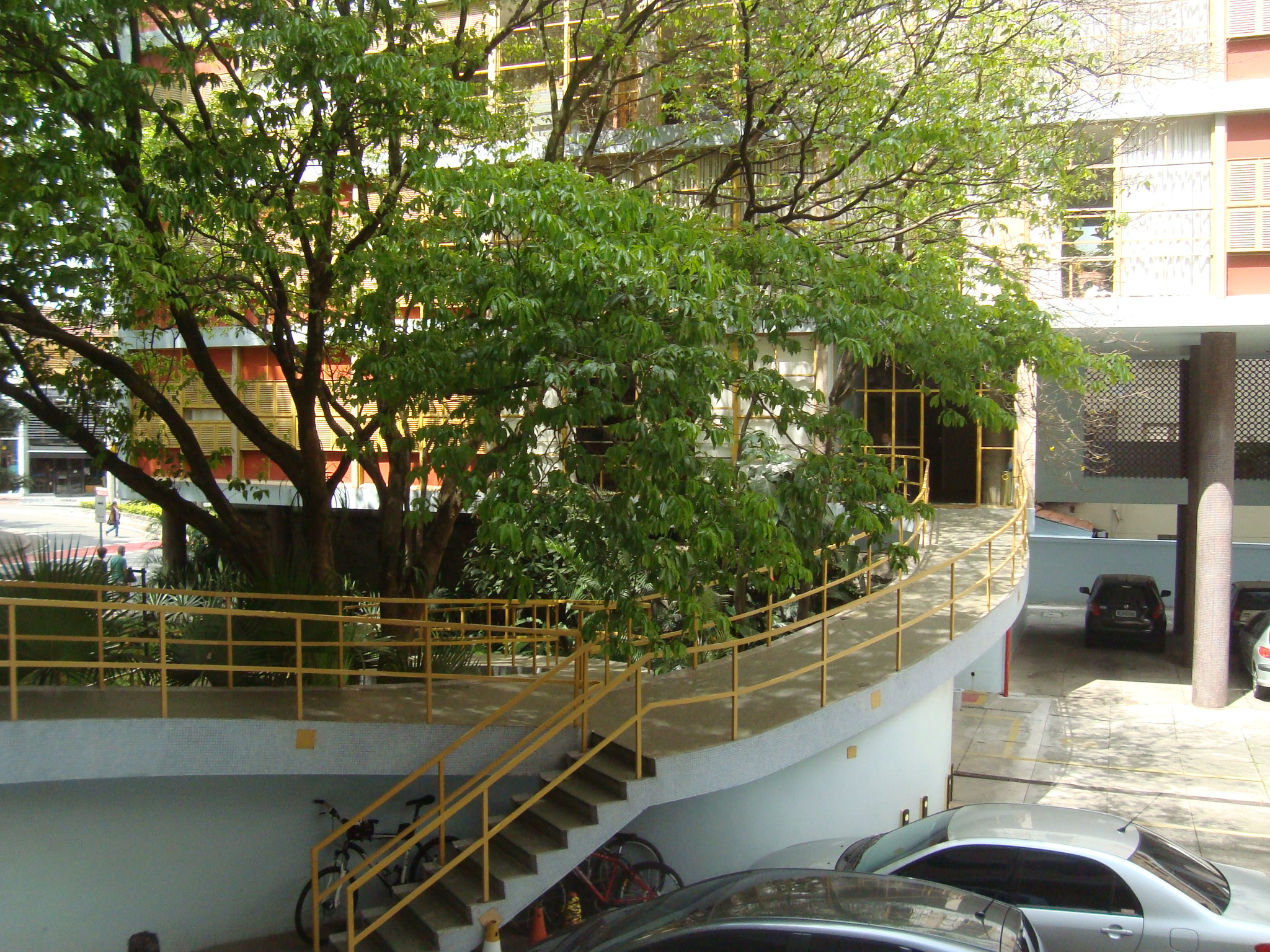
Vista do estacionamento